# Solești
Solești es una comuna ubicada en el distrito de Vaslui, Rumania.

## Superficie
Posee una superficie de 66,88 kilómetros cuadrados.

## Demografía
Hasta 2021 la población era de 3114 habitantes, con una densidad de población de 46,56 habitantes por kilómetro cuadrado.